# Cheumatopsyche nubila
Cheumatopsyche nubila är en nattsländeart som beskrevs av Douglas E. Kimmins 1963. Cheumatopsyche nubila ingår i släktet Cheumatopsyche och familjen ryssjenattsländor. Inga underarter finns listade i Catalogue of Life.